# U-23-Fußball-Asienmeisterschaft 2024
Die sechste U-23-Fußball-Asienmeisterschaft (offiziell: 2024 AFC U-23 Asian Cup) wurde vom 15. April bis zum 3. Mai 2024 in Katar ausgetragen. Katar war damit nach 2016 zum zweiten Mal Gastgeber. Es traten 16 Mannschaften zunächst in der Gruppenphase in vier Gruppen und danach im K.-o.-System gegeneinander an. Titelverteidiger war Saudi-Arabien.
Das Turnier diente als asiatische Qualifikation für das Fußballturnier der Olympischen Sommerspiele 2024 in Frankreich. Die besten drei Mannschaften qualifizierten sich direkt dafür. Der Viertplatzierte spielt in einem Entscheidungsspiel gegen den Vierten des U-23-Afrika-Cups 2023 um einen weiteren Platz. Japan gewann das Turnier durch einen 1:0-Sieg im Finale gegen Usbekistan. Im Spiel um den dritten Platz konnte sich der Irak mit 2:1 nach Verlängerung gegen Indonesien durchsetzen.
Torschützenkönig wurde der Iraker Ali Jasim, der vier Tore erzielte. Zum besten Spieler des Turniers wurde der Japaner Joel Chima Fujita ernannt.

## Teilnehmer

### Qualifikation
Von den 47 Mitgliedsverbänden der AFC meldeten sich 43 zur Teilnahme an. Die Auslosung der Gruppen fand am 25. Mai 2023 in Kuala Lumpur statt. Die bis dato angewandte Regel, die Teams nach ihrer geographischen Lage in die Westregion (bestehend aus West-, Zentral- und Südasien) und die Ostregion (bestehend aus Südost- und Ostasien) aufzuteilen, hatte die AFC im Februar 2022 aufgehoben. Die Mannschaften wurden in zehn Vierergruppen und eine Dreiergruppe gelost.
Die Gruppen wurden vom 6. bis zum 12. September 2023 weiterhin als Miniturniere ausgetragen, bei denen je einer der Teilnehmer als Gastgeber einer Gruppe fungierte. Jede Mannschaft spielte einmal gegen jede andere ihrer Gruppe. Die elf Gruppensieger und die vier besten Zweitplatzierten qualifizierten sich für die Endrunde. Der Gastgeber aus Katar nahm ebenfalls an der Qualifikation teil, war aber automatisch für die Endrunde gesetzt.
Sieben Mannschaften qualifizierten sich zum sechsten und fünf Mannschaften zum fünften Mal für die Endrunde. Kuwait und Malaysia nahmen zum dritten und Tadschikistan zum zweiten Mal teil. Für China ist es die erste Teilnahme nach 2020. Erstmals für die Endrunde qualifizieren konnte sich Indonesien. Auf der anderen Seite überstanden mit dem Iran und Turkmenistan zwei Teilnehmer von 2022 die Qualifikation nicht.

### Auslosung
Die Gruppenauslosung fand am 23. November 2023 in der katarischen Hauptstadt Doha statt. Die Mannschaften wurden entsprechend ihren Platzierungen bei der letzten Austragung im Juni 2022 auf vier Lostöpfe verteilt und in vier Gruppen mit jeweils vier Mannschaften gelost. Gastgeber Katar war bereits als Gruppenkopf der Gruppe A gesetzt.
- Lostopf 1: Katar, Saudi-Arabien, Usbekistan, Japan
- Lostopf 2: Australien, Irak, Vietnam, Südkorea
- Lostopf 3: Thailand, Jordanien, Ver. Arab. Emirate, Kuwait
- Lostopf 4: Malaysia, Tadschikistan, Indonesien, China

Die Auslosung ergab folgende Gruppeneinteilung:
| Gruppe A   | Gruppe B           | Gruppe C      | Gruppe D   |
| ---------- | ------------------ | ------------- | ---------- |
| Katar      | Japan              | Saudi-Arabien | Usbekistan |
| Australien | Südkorea           | Irak          | Vietnam    |
| Jordanien  | Ver. Arab. Emirate | Thailand      | Kuwait     |
| Indonesien | China              | Tadschikistan | Malaysia   |

## Spielorte
Bei der Bekanntmachung des Spielplans im November 2023 wurden von der AFC die drei Städte ar-Rayyan, al-Wakra und Doha als Spielorte genannt. Die vier Stadien in den drei Städten wurden ebenfalls benannt. Das Khalifa International Stadium wurde bereits beim FIFA-Arabien-Pokal 2021 und der Weltmeisterschaft 2022 als Spielstätten benutzt. Zusammen mit dem Jassim bin Hamad Stadium und dem Abdullah bin Khalifa Stadium wurden die drei Stadien auch bei der Asienmeisterschaft 2024 genutzt. Das Eröffnungsspiel fand im Abdullah bin Khalifa Stadium in Doha und das Endspiel im Jassim bin Hamad Stadium in ar-Rayyan statt.
Drei der vier Stadien verfügten über eine Kapazität zwischen 10.000 und 14.000 Zuschauern. Das größte Stadion war das Khalifa International Stadium mit einer Kapazität von fast 45.900 Zuschauern, das kleinste Stadion hingegen, das Abdullah bin Khalifa Stadium, bot nur Platz für 10.000 Zuschauer.
| ar-Rayyan                                       | ar-Rayyan                                  | al-Wakra                                        | Doha                                           |
| ----------------------------------------------- | ------------------------------------------ | ----------------------------------------------- | ---------------------------------------------- |
| Khalifa International Stadium Kapazität: 45.857 | Jassim bin Hamad Stadium Kapazität: 13.030 | Saoud bin Abdulrahman Stadium Kapazität: 12.000 | Abdullah bin Khalifa Stadium Kapazität: 10.000 |
|                                                 |                                            |                                                 |                                                |

## Gruppenphase
Die Gruppensieger und -zweiten qualifizierten sich für das Viertelfinale, die Dritt- und Viertplatzierten schieden aus dem Wettbewerb aus. Bei Punktgleichheit zweier oder mehrerer Mannschaften wurde die Platzierung durch folgende Kriterien ermittelt:
1. Anzahl Punkte im direkten Vergleich
2. Tordifferenz im direkten Vergleich
3. Anzahl Tore im direkten Vergleich
4. Wenn nach der Anwendung der Kriterien 1 bis 3 immer noch mehrere Mannschaften denselben Tabellenplatz belegen, werden die Kriterien 1 bis 3 erneut angewendet, jedoch ausschließlich auf die Direktbegegnungen der betreffenden Mannschaften. Sollte auch dies zu keiner definitiven Platzierung führen, werden die Kriterien 5 bis 9 angewendet.
5. Tordifferenz aus allen Gruppenspielen
6. Anzahl Tore in allen Gruppenspielen
7. Wenn es nur um zwei Mannschaften geht und diese beiden auf dem Platz stehen, kommt es zwischen diesen zu einem Elfmeterschießen.
8. Niedrigere Anzahl Punkte durch Gelbe und Rote Karten (Gelbe Karte 1 Punkt, Gelb-Rote und Rote Karte 3 Punkte, Gelbe Karte auf die eine direkte Rote Karte folgt 4 Punkte)
9. Losziehung

### Gruppe A
| Pl. | Land       | Sp. | S | U | N | Tore    | Diff. | Punkte |
| --- | ---------- | --- | - | - | - | ------- | ----- | ------ |
| 1.  | Katar      | 3   | 2 | 1 | 0 | 004:100 | +3    | 07     |
| 2.  | Indonesien | 3   | 2 | 0 | 1 | 005:300 | +2    | 06     |
| 3.  | Australien | 3   | 0 | 2 | 1 | 000:100 | −1    | 02     |
| 4.  | Jordanien  | 3   | 0 | 1 | 2 | 002:600 | −4    | 01     |

| 15. April 2024, 16:00 Uhr (15:00 Uhr MESZ) in Doha               |   |            |           |
| Australien                                                       | – | Jordanien  | 0:0       |
| 15. April 2024, 18:30 Uhr (17:30 Uhr MESZ) in ar-Rayyan (Jassim) |   |            |           |
| Katar                                                            | – | Indonesien | 2:0 (1:0) |
| 18. April 2024, 16:00 Uhr (15:00 Uhr MESZ) in Doha               |   |            |           |
| Indonesien                                                       | – | Australien | 1:0 (1:0) |
| 18. April 2024, 18:30 Uhr (17:30 Uhr MESZ) in ar-Rayyan (Jassim) |   |            |           |
| Jordanien                                                        | – | Katar      | 1:2 (0:1) |
| 21. April 2024, 18:30 Uhr (17:30 Uhr MESZ) in ar-Rayyan (Jassim) |   |            |           |
| Katar                                                            | – | Australien | 0:0       |
| 21. April 2024, 18:30 Uhr (17:30 Uhr MESZ) in Doha               |   |            |           |
| Jordanien                                                        | – | Indonesien | 1:4 (0:2) |

### Gruppe B
| Pl. | Land               | Sp. | S | U | N | Tore    | Diff. | Punkte |
| --- | ------------------ | --- | - | - | - | ------- | ----- | ------ |
| 1.  | Südkorea           | 3   | 3 | 0 | 0 | 004:000 | +4    | 09     |
| 2.  | Japan              | 3   | 2 | 0 | 1 | 003:100 | +2    | 06     |
| 3.  | China              | 3   | 1 | 0 | 2 | 002:400 | −2    | 03     |
| 4.  | Ver. Arab. Emirate | 3   | 0 | 0 | 3 | 001:500 | −4    | 0      |

| 16. April 2024, 16:00 Uhr (15:00 Uhr MESZ) in ar-Rayyan (Jassim) |   |                    |           |
| Japan                                                            | – | China              | 1:0 (1:0) |
| 16. April 2024, 18:30 Uhr (17:30 Uhr MESZ) in Doha               |   |                    |           |
| Südkorea                                                         | – | Ver. Arab. Emirate | 1:0 (0:0) |
| 19. April 2024, 16:00 Uhr (15:00 Uhr MESZ) in Doha               |   |                    |           |
| China                                                            | – | Südkorea           | 0:2 (0:1) |
| 19. April 2024, 18:30 Uhr (17:30 Uhr MESZ) in ar-Rayyan (Jassim) |   |                    |           |
| Ver. Arab. Emirate                                               | – | Japan              | 0:2 (0:1) |
| 22. April 2024, 16:00 Uhr (15:00 Uhr MESZ) in ar-Rayyan (Jassim) |   |                    |           |
| Japan                                                            | – | Südkorea           | 0:1 (0:0) |
| 22. April 2024, 16:00 Uhr (15:00 Uhr MESZ) in Doha               |   |                    |           |
| Ver. Arab. Emirate                                               | – | China              | 1:2 (0:2) |

### Gruppe C
| Pl. | Land          | Sp. | S | U | N | Tore    | Diff. | Punkte |
| --- | ------------- | --- | - | - | - | ------- | ----- | ------ |
| 1.  | Irak          | 3   | 2 | 0 | 1 | 006:500 | +1    | 06     |
| 2.  | Saudi-Arabien | 3   | 2 | 0 | 1 | 010:400 | +6    | 06     |
| 3.  | Tadschikistan | 3   | 1 | 0 | 2 | 005:800 | −3    | 03     |
| 4.  | Thailand      | 3   | 1 | 0 | 2 | 002:600 | −4    | 03     |

| 16. April 2024, 18:30 Uhr (17:30 Uhr MESZ) in al-Wakra            |   |               |           |
| Irak                                                              | – | Thailand      | 0:2 (0:1) |
| 16. April 2024, 21:00 Uhr (20:00 Uhr MESZ) in ar-Rayyan (Khalifa) |   |               |           |
| Saudi-Arabien                                                     | – | Tadschikistan | 4:2 (2:1) |
| 19. April 2024, 18:30 Uhr (17:30 Uhr MESZ) in ar-Rayyan (Khalifa) |   |               |           |
| Thailand                                                          | – | Saudi-Arabien | 0:5 (0:3) |
| 19. April 2024, 21:00 Uhr (20:00 Uhr MESZ) in al-Wakra            |   |               |           |
| Tadschikistan                                                     | – | Irak          | 2:4 (1:2) |
| 22. April 2024, 18:30 Uhr (17:30 Uhr MESZ) in ar-Rayyan (Khalifa) |   |               |           |
| Saudi-Arabien                                                     | – | Irak          | 1:2 (1:1) |
| 22. April 2024, 18:30 Uhr (17:30 Uhr MESZ) in al-Wakra            |   |               |           |
| Thailand                                                          | – | Tadschikistan | 0:1 (0:0) |

### Gruppe D
| Pl. | Land       | Sp. | S | U | N | Tore    | Diff. | Punkte |
| --- | ---------- | --- | - | - | - | ------- | ----- | ------ |
| 1.  | Usbekistan | 3   | 3 | 0 | 0 | 010:000 | +10   | 09     |
| 2.  | Vietnam    | 3   | 2 | 0 | 1 | 005:400 | +1    | 06     |
| 3.  | Kuwait     | 3   | 1 | 0 | 2 | 003:900 | −6    | 03     |
| 4.  | Malaysia   | 3   | 0 | 0 | 3 | 001:600 | −5    | 0      |

| 17. April 2024, 16:00 Uhr (15:00 Uhr MESZ) in ar-Rayyan (Khalifa) |   |            |           |
| Usbekistan                                                        | – | Malaysia   | 2:0 (1:0) |
| 17. April 2024, 18:30 Uhr (17:30 Uhr MESZ) in al-Wakra            |   |            |           |
| Vietnam                                                           | – | Kuwait     | 3:1 (1:1) |
| 20. April 2024, 16:00 Uhr (15:00 Uhr MESZ) in ar-Rayyan (Khalifa) |   |            |           |
| Malaysia                                                          | – | Vietnam    | 0:2 (0:1) |
| 20. April 2024, 18:30 Uhr (17:30 Uhr MESZ) in al-Wakra            |   |            |           |
| Kuwait                                                            | – | Usbekistan | 0:5 (0:1) |
| 23. April 2024, 18:30 Uhr (17:30 Uhr MESZ) in ar-Rayyan (Khalifa) |   |            |           |
| Usbekistan                                                        | – | Vietnam    | 3:0 (3:0) |
| 23. April 2024, 18:30 Uhr (17:30 Uhr MESZ) in al-Wakra            |   |            |           |
| Kuwait                                                            | – | Malaysia   | 2:1 (1:0) |

## Finalrunde

### Spielplan
|  | Viertelfinale | Viertelfinale |            |            | Halbfinale       | Halbfinale |  |  | Finale | Finale |
|  |               |               |            |            |                  |            |  |  |        |        |
|  |               |               |            |            |                  |            |  |  |        |        |
|  | Katar         | 2             |            |            |                  |            |  |  |        |        |
|  | Katar         | 2             |            |            |                  |            |  |  |        |        |
|  | Japan         | 041           |            |            |                  |            |  |  |        |        |
|  | Japan         | 041           | Japan      | 2          |                  |            |  |  |        |        |
|  |               |               | Japan      | 2          |                  |            |  |  |        |        |
|  |               | Irak          | 0          |            |                  |            |  |  |        |        |
|  | Irak          | Irak          | 0          | 1          |                  |            |  |  |        |        |
|  | Irak          |               |            | 1          |                  |            |  |  |        |        |
|  | Vietnam       | 0             |            |            |                  |            |  |  |        |        |
|  |               |               | Japan      | 1          |                  |            |  |  |        |        |
|  |               |               |            | Usbekistan | 0                |            |  |  |        |        |
|  | Südkorea      | 2 (10)        |            |            |                  |            |  |  |        |        |
|  | Indonesien    | 02 (11)2      |            |            |                  |            |  |  |        |        |
|  | Indonesien    | 02 (11)2      | Indonesien | 0          |                  |            |  |  |        |        |
|  |               |               | Indonesien | 0          | Spiel um Platz 3 |            |  |  |        |        |
|  |               | Usbekistan    | 2          |            |                  |            |  |  |        |        |
|  | Usbekistan    | Usbekistan    | 2          | 2          | Irak             | 021        |  |  |        |        |
|  | Usbekistan    |               |            | 2          | Irak             | 021        |  |  |        |        |
|  | Saudi-Arabien | 0             |            | Indonesien | 1                |            |  |  |        |        |
|  | Saudi-Arabien | 0             |            |            | 1                |            |  |  |        |        |
|  |               |               |            |            |                  |            |  |  |        |        |

1 Sieg nach Verlängerung

2 Sieg im Elfmeterschießen

### Viertelfinale
| 25. April 2024, 17:00 Uhr (16:00 Uhr MESZ) in ar-Rayyan (Jassim) |   |               |                                   |
| Katar                                                            | – | Japan         | 2:4 n. V. (2:2, 1:1)              |
| 25. April 2024, 20:30 Uhr (19:30 Uhr MEZ) in Doha                |   |               |                                   |
| Südkorea                                                         | – | Indonesien    | 2:2 n. V. (2:2, 1:2), 10:11 i. E. |
| 26. April 2024, 17:00 Uhr (16:00 Uhr MEZ) in ar-Rayyan (Khalifa) |   |               |                                   |
| Usbekistan                                                       | – | Saudi-Arabien | 2:0 (1:0)                         |
| 26. April 2024, 20:30 Uhr (19:30 Uhr MEZ) in al-Wakra            |   |               |                                   |
| Irak                                                             | – | Vietnam       | 1:0 (0:0)                         |

### Halbfinale
| 29. April 2024, 17:00 Uhr (16:00 Uhr MESZ) in Doha               |   |            |           |
| Indonesien                                                       | – | Usbekistan | 0:2 (0:0) |
| 29. April 2024, 20:30 Uhr (19:30 Uhr MESZ) in ar-Rayyan (Jassim) |   |            |           |
| Japan                                                            | – | Irak       | 2:0 (2:0) |

### Spiel um Platz 3
| 2. Mai 2024, 18:30 Uhr (17:30 Uhr MESZ) in Doha |   |            |                      |
| Irak                                            | – | Indonesien | 2:1 n. V. (1:1, 1:1) |

### Finale
| Japan                                                                             | Japan | Usbekistan | Usbekistan |
| --------------------------------------------------------------------------------- | --- | --- | ---------- |
| Japan                                                                             | \| Finale \| \| 3. Mai 2024 um 18:30 Uhr (17:30 Uhr MESZ) in ar-Rayyan (Jassim bin Hamad Stadium) \| \| Ergebnis: 1:0 (0:0) \| \| Zuschauer: 12.276 \| \| Schiedsrichter: Mooud Bonyadifard ( Iran) \| \| Spielbericht \|                                                            | \| Finale \| \| 3. Mai 2024 um 18:30 Uhr (17:30 Uhr MESZ) in ar-Rayyan (Jassim bin Hamad Stadium) \| \| Ergebnis: 1:0 (0:0) \| \| Zuschauer: 12.276 \| \| Schiedsrichter: Mooud Bonyadifard ( Iran) \| \| Spielbericht \| | Usbekistan |
| Japan                                                                             | Leo Kokubo – Hiroki Sekine, Kōta Takai, Seiji Kimura, Ayumu Ōhata (90.+4' Takashi Uchino) – Rihito Yamamoto (72. Sōta Kawasaki), Joel Chima Fujita , Shōta Fujio (62. Yū Hirakawa), Kuryū Matsuki (62. Ryōtarō Araki), Kein Satō (71. Fūki Yamada) – Mao Hosoya Cheftrainer: Gō Ōiwa | Abduvohid Neʼmatov – Saidazamat Mirsaidov (75. Zafarmurod Abdurahmatov), Muhammadqodir Hamroliyev, Alibek Davronov, Ibrohimxalil Yoʻldoshev – Abdurauf Boʻriyev, Diyor Xolmatov (90.+3' Umarali Rahmonaliyev), Ruslanbek Jiyanov (75. Ulugʻbek Xoshimov), Jasurbek Jaloliddinov (85. Ibrohim Ibrohimov), Alisher Odilov – Husayin Norchayev (90.+3' Otabek Joʻraqoʻziyev) Cheftrainer: Temur Kapadze | Usbekistan |
| Japan                                                                             | 1:0 Yamada (90.+1') | | Usbekistan |
| Japan                                                                             | Fujio (7.), Hosoya (16.), Kimura (75.) | Nematov (79.), Abdurahmatov (90.+13') | Usbekistan |
| Japan                                                                             | Kokubo hält Handelfmeter von Xoshimov (90.+10') | | Usbekistan |
| Finale                                                                            | | |            |
| 3. Mai 2024 um 18:30 Uhr (17:30 Uhr MESZ) in ar-Rayyan (Jassim bin Hamad Stadium) | | |            |
| Ergebnis: 1:0 (0:0)                                                               | | |            |
| Zuschauer: 12.276                                                                 | | |            |
| Schiedsrichter: Mooud Bonyadifard ( Iran)                                         | | |            |
| Spielbericht                                                                      | | |            |

## Torschützenliste
Nachfolgend sind die besten Torschützen des Turnieres aufgeführt. Bei gleicher Anzahl an Toren sind die Spieler zunächst nach der Anzahl der Vorlagen und anschließend nach den Spielminuten sortiert.
| Rang | Nat           | Spieler            | Tore | Vorlagen | Spielminuten |
| ---- | ------------- | ------------------ | ---- | -------- | ------------ |
| 01   | Irak          | Ali Jasim          | 4    | 2        | 529          |
| 02   | Saudi-Arabien | Ayman Yahya        | 3    | 2        | 251          |
| 03   | Saudi-Arabien | Abdullah Radif     | 3    | 1        | 319          |
| 04   | Usbekistan    | Husayin Norchayev  | 3    | 1        | 362          |
| 05   | Korea Sud     | Lee Young-jun      | 3    | 0        | 160          |
| 06   | Katar         | Ahmed al-Rawi      | 2    | 0        | 164          |
| 07   | Tadschikistan | Rustam Soirow      | 2    | 0        | 180          |
| 08   | Indonesien    | Komang Teguh       | 2    | 0        | 194          |
| 09   | Vietnam       | Bùi Vĩ Hào         | 2    | 0        | 211          |
| 10   | Kuwait        | Salman al-Awadi    | 2    | 0        | 212          |
| 11   | Japan         | Fūki Yamada        | 2    | 0        | 312          |
| 12   | Saudi-Arabien | Ahmed al-Ghamdi    | 2    | 0        | 322          |
| 13   | Usbekistan    | Alisher Odilov     | 2    | 0        | 339          |
| 14   | Japan         | Mao Hosoya         | 2    | 0        | 404          |
| 15   | Japan         | Seiji Kimura       | 2    | 0        | 458          |
| 16   | Indonesien    | Marselino Ferdinan | 2    | 0        | 480          |
| 17   | Indonesien    | Rafael Struick     | 2    | 0        | 491          |

Zu diesen besten Torschützen mit mindestens zwei Toren kommen 41 weitere mit je einem Tor sowie drei Eigentore.

## Schiedsrichter
Beim Turnier kamen die folgende Schiedsrichter zum Einsatz. Drei stammten aus Australien und je zwei aus Katar, Südkorea, Tadschikistan und den Vereinigten Arabischen Emiraten.
Hauptschiedsrichter
- Shaun Evans
- Alexander King
- Casey Reibelt
- Shen Yinhao
- Mooud Bonyadifard
- Hiroyuki Kimura
- Ahmed al-Ali
- Abdulla al-Marri
- Mohammed al-Shammari
- Ammar Ashkanani
- Hussein Abo Yehia
- Majed al-Shamrani
- Kim Woo-sung
- Ko Hyung-jin
- Hanna Hattab
- Sadullo Gulmurodi
- Nasrullo Kabirow
- Sivakorn Pu-udom
- Rustam Lutfullin
- Ahmed Darwish
- Yahya al-Mulla